# Luis Valencia Avaria
Luis Valencia Avaria (Punta Arenas, 1917 - Santiago de Chile, 1990) fue un historiador chileno.

## Biografía
Hijo de Luis Valencia Courbis y Blanca Avaria Marín, estudió en la Escuela Militar y en la Universidad de Chile, donde obtuvo su licenciatura en Historia, dedicándose a la historiografía desde entonces. Casado con Lucy Gana, con quien fue padre de diez hijos.
Fue director del Archivo O'Higgins y de los Anales de la República, el que finalmente recopiló y publicó con comentarios, cartas y vivencias de diferentes ciudadanos que integraron a través de la historia de Chile, el Congreso Nacional y el Gobierno.
Fue parte de la Academia Chilena de la Historia.
Otra de sus más importantes publicaciones fue Símbolos patrios (1974), donde entrega un estudio acabado de los significados que dio cada uno de los símbolos que fueron parte de la institucionalidad chilena republicana.
Ganó el concurso de la OEA en 1978 por su obra Bernardo O'Higgins, el buen genio de América, de 498 páginas.

## Obras
Algunas de sus obras son:
- Campaña y batalla de Rancagua. Santiago, Editorial del Pacífico, 1964.
- Archivo Bernardo O'Higgins, volúmenes: XX, XXIV, XXV, XXVI, XXVII, XVIII, XXIX Y XXX. Academia Chilena de la Historia, Santiago, 1964-1970.
- Símbolos patrios. Santiago, Editora Nacional Gabriela Mistral, 1974.
- Pensamiento de O'Higgins. Santiago, Editorial del Pacífico, 1974.
- Bernardo O'Higgins el buen genio de América. Editorial Universitaria, 1980.